# Escuinapa de Hidalgo
Escuinapa de Hidalgo è un centro abitato del Messico, situato nello stato di Sinaloa, capoluogo del comune di Escuinapa.